# Miyu Namba
Miyu Namba (難波実夢?, Namba Miyu; Nara, 31 maggio 2002) è una nuotatrice giapponese, vincitrice di due medaglie una bronzo e una d'argento ai Mondiali in vasca corta di Melbourne del 2022.

## Palmarès
- Mondiali in vasca corta

Melbourne 2022: argento nei 1500m sl e bronzo negli 800m sl.
- Giochi asiatici

Hangzhou 2023: argento nella 4x200m sl.
- Mondiali giovanili

Budapest 2019: argento negli 800m sl.